# Anna Körner
Anna Körner (* 5. Oktober 1919 in Gmünd, Niederösterreich; † 21. September 2007 in Waidhofen an der Thaya) war eine österreichische Politikerin (SPÖ).

## Leben
Anna Körner besuchte die Volksschule und Hauptschule in Gmünd und den ersten Jahrgang der Handelsschule in Waidhofen an der Thaya.
Im März 1979 musste sie aus gesundheitlichen Gründen aus ihren Funktionen ausscheiden. Anna Körner starb am 21. September 2007 im Krankenhaus Waidhofen an der Thaya.

## Politik
1950 wurde sie in den Gemeinderat in Gmünd, 1958 in den Stadtrat gewählt. Diesem gehörte sie bis 1970 an.
1954 wurde Körner in den Niederösterreichischen Landtag gewählt und im Jahre 1969 wurde sie als erste Frau zweite Präsidentin des Niederösterreichischen Landtages, im Mai 1970 Landesrätin für Gesundheit und Soziales.

## Auszeichnung
- 1979 die Viktor-Adler-Plakette (die höchste SPÖ-interne Auszeichnung)